# The Landmark Trust
The Landmark Trust è un ente di beneficenza britannico dedito alla conservazione degli edifici di interesse storico o considerati di grande valore architettonico siti prevalentemente nel Regno Unito. Gli edifici in possesso del Landmark Trust sono circa 200 e vengono concessi in affitto.

## Storia
Fondato nel 1965 da Sir John e sua moglie Lady Smith, The Landmark Trust ha il suo quartier generale a Shottesbrooke, nel Berkshire, in Inghilterra. Le prime proprietà possedute dal Landmark Trust concesse in affitto risalgono al 1967 ed erano originariamente sei. La duecentesima proprietà ottenuta dal Trust, il Llwyn Celyn, fu resa disponibile al noleggio nell'ottobre del 2018.

## Caratteristiche
Gli edifici gestiti dal Trust sono prevalentemente fortezze, residenze di campagna, manieri, mulini, cottage, castelli, cancelli, capricci architettonici e torri e risalgono a un periodo storico che va dal Medioevo al ventesimo secolo. Il Landmark Trust opera principalmente in Inghilterra, Scozia e Galles e dispone di siti storici in diversi paesi dell'Europa continentale ovvero Belgio, Francia e Italia (fra cui Casa Guidi, a Firenze, e Villa Saraceno, ad Agugliaro). I numerosi edifici del Landmark Trust siti sull'isola di Lundy, che si trova a nord del Devon, sono invece gestiti su contratto dal National Trust. Cinque proprietà sono nel Vermont, negli Stati Uniti, e sono gestite dal Landmark Trust USA, un'associazione benefica indipendente. In Irlanda vi è l'Irish Landmark Trust. Molti degli edifici del Landmark Trust vengono dati in affitto e chi prende in locazione tali strutture fornisce fondi per sostenere i costi di restauro e la manutenzione degli edifici.